# Wojna Genkō
Wojna Genkō (jap. 元弘の乱 Genkō no ran; właśc. wojna ery Genkō) 1331–1333 – wojna domowa w Japonii, pomiędzy siłami cesarza Go-Daigo a siogunatem Kamakury władanym przez klan Hōjō. Zakończyła się obaleniem siogunatu Kamakury i pośrednio doprowadziła do przejęcia władzy przez klan Ashikaga i utworzenia siogunatu Muromachi.
Cesarz Go-Daigo, dążąc do odrodzenia władzy cesarskiej, rozpoczął pod koniec lat 20. XIV w. pozyskiwanie stronników wśród wielkich rodów i silnych klasztorów buddyjskich, jednak w 1331 roku jego plan został zdradzony przedstawicielom bakufu rodu Hōjō. Cesarz, zabrawszy regalia cesarskie, uciekł wpierw do Nary, a potem do zespołu klasztornego Kasagi-dera w pobliżu Kioto. Został tam jednak okrążony i pojmany przez armię siogunatu. Mimo nacisków i intronizacji nowego cesarza Kōgona, Go-Daigo odmówił abdykacji i wydania regaliów. Został więc na początku 1332 roku zesłany na jedną z wysp archipelagu Oki.
Tymczasem w imieniu cesarza jego poplecznicy, w szczególności Masashige Kusunoki i syn cesarza, książę Moriyoshi, prowadzili wojnę podjazdową przeciw wojskom bakufu. Z początkiem 1333 roku siogunat rozpoczął kontrofensywę i przez kilka miesięcy oblegał twierdzę Kusunokiego, zamek Chihaya na górze Kongō. Go-Daigo pod koniec drugiego miesiąca tego roku zbiegł z zesłania, a siogunat wysłał przeciw niemu dwie armie. Jedna, dowodzona przez Takaie Nagoshiego, poszła w rozsypkę, a on sam zginął. Dowódca drugiej, Takauji Ashikaga, przeszedł na stronę cesarza i zebrawszy pięćdziesięciotysięczną armię, bez większych problemów zdobył Kioto i ustanowił tam zarząd wojskowy. Inny wielmoża, Yoshisada Nitta obległ Kamakurę, co złamało potęgę rodu Hōjō i doprowadziło do samobójstwa wielu wiodących przedstawicieli rodu. Go-Daigo powrócił do Kioto, rozpoczynając kilkuletni tzw. okres Kenmu (restauracji władzy cesarskiej). Usiłował przywrócić zwierzchność cywilną nad siłami wojskowymi i podporządkować sobie swego najważniejszego sojusznika, Takaujiego, ale ostatecznie ten ostatni, pobiwszy w 1335 roku pozostałych członków rodu Hōjō, rozpoczął własną rebelię antycesarską, zakończoną ustanowieniem w 1338 roku rządów kolejnego siogunatu, rodu Ashikaga.